# N.F.S. Grundtvig
Nikolai Frederik Severin Grundtvig (født 8. september 1783 i Udby ved Vordingborg, død 2. september 1872 i København) var en dansk forfatter, teolog, digter (særligt kendt som salmedigter), skolemand, præst, filosof, historiker, titulærbiskop, filolog, debattør og politiker. Han har lagt navn til grundtvigianismen ("den glade kristendom") og har bidraget væsentligt til idegrundlaget for folkehøjskolen. Grundtvig er den hyppigst repræsenterede digter i Højskolesangbogen og Den Danske Salmebog og er en institution i dansk ånds- og samfundsliv. Han var gift tre gange. Først (1818-1851) med Elisabeth Christina Margrethe Blicher (Lise Blicher), derefter kortvarigt (1851-1854) med Ane Marie Elise Toft (Marie Toft) og til sidst (1858-1872) med Asta Tugendreich Adelheid komtesse Krag-Juel-Vind-Frijs. Han var far til Johan, Svend, Meta, Frederik og Asta.

## Liv og levned

### Barndom og ungdom
N.F.S. Grundtvig blev født i 1783 som den yngste søn af Johan Grundtvig og Catherine Marie Grundtvig (født Bang). Johan Grundtvig var sognepræst i Udby i Sydsjælland. Grundtvig havde tre brødre, Otto, Jacob og Niels, og en søster, Ulrike Eleonore. Jacob og Niels døde på tragisk vis som unge som præster på Fort Christiansborg i den danske koloni på Guldkysten, mens Ulrike Eleonore bukkede under for sygdom i 1805. Ud over Grundtvig selv overlevede alene Otto Grundtvig, som blev præst og senere provst i Gladsaxe.
Da Grundtvig var ni år gammel, blev han sendt til Thyregod ved Vejle for at blive forberedt til latinskolen af den stedlige præst Laurids Feld. Her forblev han, indtil han 15 år gammel blev optaget på latinskolen i Aarhus (nu Aarhus Katedralskole). Hans studietid i byen var ikke synderligt bemærkelsesværdig, men han dimitterede derfra i 1800 med en god eksamen. Han begyndte derpå at studere teologi i København. I studieårene 1800-1803 udviklede han sig i rationalistisk retning i pagt med ånden på universitetet.
Den unge Grundtvig var kølig, selvbetragtende og socialt kejtet. Han kommenterede snusfornuftigt og ofte spydigt sin egen gøren og laden i sin dagbog. Han havde store ambitioner, men var tilsyneladende uden evner for den karriere som forfatter, han drømte om. Han skrev meget, men intet af det, han skrev i sine tidligste år, blev trykt i hans levetid. Han læste meget, spillede en del hasard og tog en mere end hæderlig teologisk embedseksamen uden at udvise nogen videre interesse for faget.
Ifølge sin egen fremstilling blev han tidligt inspireret til forfatterskabet af fætteren Henrik Steffens, hvis forelæsninger han fulgte i København. Hans notater om dem i dagbogen afslører imidlertid ikke nogen synderlig interesse for eller forståelse af Steffens' synspunkter. I forbindelse med sin forelskelse i Constance Leth (se herunder) vågnede interessen for dem imidlertid i fuldt flor, og ved Steffens' død mange år senere hyldede Grundtvig ham som den "Lynildsmand", der havde vakt ham til åndelig bevidsthed.

### Romantik
Grundtvigs snusfornuftige liv ændredes radikalt, da han i 1805 blev huslærer på herregården Egeløkke på Langeland. Her forelskede han sig voldsomt i husets frue, den noget ældre Constance Leth. Det nærmere forløb er vanskeligt at følge, da store dele af Grundtvigs dagbog fra perioden mangler. Forelskelsen vakte lidenskabelige følelser, som aldrig siden forlod ham, skønt de gennemgik en række forandringer i de næste mange år. Han blev nu åben over for romantikkens tanker. Han begyndte at læse Goethe, Schiller, Fichte og Schelling. Samtidig kastede han sig over studiet af nordisk mytologi. Perioden 1805-1810 var frem for nogen Grundtvigs romantiske periode.
Romantikken havde den opfattelse, at den ydre, sanselige verden ikke er den egentlige virkelighed, men blot en svag afglans af en ”højere” verden, der ligger ud over den sanselige verden. Denne filosofiske opfattelse kaldes idealisme. Ifølge romantikerne kan mennesket normalt ikke erfare den højere verden (ofte kaldt ”det evige”) direkte, men det kan ”ane” den i sine drømme og længsler, i naturen og kunsten.
For Grundtvig vågnede anelsen om den højere verden med forelskelsen i Constance Leth. Han gjorde den opdagelse, at forelskelsen pegede videre end personen Constance. Anelsens egentlige genstand var det evige: ”I dette øjeblik skuer jeg dog ned på hende som en fra mig og min trang ganske isoleret skabning … Jorden ruller bort under mig, jeg svæver, hvor jeg før stod, og hæves ved egen kraft mod det vinkende høje! – O, sådanne øjeblikke skulle stedse formere sig og styrke mig ved deres erindring …”  Han taler om ”mit væsens højere flugt,” mod ”den klare strålende himmel,” og om ”Alharmoniens dybtgribende toner, der løde gennem anelsens sødt dirrende strenge …”  Constance var altså den tændsats, den motor, der satte gang i hans højere stræben. Hun vakte ham til et åndeligt liv: ”Jeg føler i mit indre en trang til liv, stærkere end, ja, var det muligt, selv stærkere end trangen til kærlighed.” 
I afhandlingen Om Religion og Liturgie (1807) ses det, at Grundtvig har tilegnet sig det romantiske skema med den lavere verden og den højere verden. Han skriver:
”Vi leve i en Dal, begrændset af et uoverskueligt, bølgende Hav. Vakte ved Traditionen, og drevne af en uforklarlig Tvang, ahne vi dunkelt, at paa hin Side Havet maa være et Land, med skiønnere Vexter, og renere Luft – vort oprindelige Hiem. Uvilkaarlig stirre vi did, uvilkaarlig stræbe vi i vore Aandedrag at opfange Luften, der synes at strømme ud fra hint Ubekiendte.” 
Her giver Grundtvig en metaforisk beskrivelse af den romantiske forestilling om de to verdener. Han siger, at mennesket på forskellige måder forsøger at nå op til den højere verden. Dette er dog ikke muligt i ligefrem forstand. Mennesket sender derfor nogle sendebud til den højere verden, først og fremmest religionen og poesien.
Højest af disse to sætter Grundtvig religionen, som han beskriver som ”kundskab om det oversanselige”, ”den guddommelige kraft, der hæver mennesket over alle jordens omgivelser, til det højeste, oversanselige” og ”det endeliges samfund med det evige.”  I religionen sker der en belæring ”ovenfra”. Her manifesterer det evige sig for mennesket. Poesien kan løfte mennesket op over den jordiske tilværelse, siger Grundtvig. Det digterværk, der skænker den højeste nydelse, opløfter mennesket med den, så det aner det evige.
Med årene lagde Grundtvig mere vægt på poesien som et sendebud til den højere verden. Han sagde ligefrem, at poesien har sit udspring i det evige, og han ligestillede den nærmest med religionen. I 1811 skriver han: ”Den samme ånd, som talte nærværende gennem jødernes profeter, har da også ladet Nordens skjalde <digtere> høre sin røst.”  I sine ”henrykkelser” hører skjalden ”underlige tidender” fra ”fædrelandet” <den højere verden, himlen>. Poesien har en ”åbenbarende” funktion. Den er ”en tone fra det højere, der minder jordens børn om det tabte Gudsbillede” 
Der er ingen tvivl om, at disse tanker om poesiens særstilling har været igangsættende for Grundtvigs egen salmedigtning. I 1810 skrev han sine første salmer, hvoraf den kendteste er "De hellige tre Konger. En Barnesalme", der under titlen "Dejlig er den himmel blå" er blevet en af de mest sungne danske julesalmer. Den blev offentliggjort i Knud Lyne Rahbeks tidsskrift Sandsigeren i 1811.
Grundtvig mærkede hos sig selv digterens evne til opfange åbenbaringerne fra det evige, og han følte samtidig forpligtelsen til at udtrykke åbenbaringerne for mennesker:
”Fryd dig bævende, o skjald!
Som dit kår er og dit kald;
gennem dig skal sig afbilde, 
hvad du så i livets kilde.
Gennem dig skal i det brede
rosenduften sig udsprede.
Du er livets kårne spejder,
Du er Herrens medarbejder.” 
I årene 1805-1810 gav Grundtvig flere gange udtryk for den tanke, at Gud manifesterer sig flere forskellige steder, såsom filosofien, religionen, poesien – og historien. Grundtvig havde det samme syn på oldtiden som romantikerne havde: at oldtiden var en gylden tid, da det evige var på jorden: ”Både grækers og jøders og skandinavers historie taber sig i en gylden alder, da guderne vandrede på jorden, da det himmelske og jordiske faldt sammen i en ide.”  Nordens religion og kristendommen er altså begge udtryk for Guds ånd:
”Høje Odin, hvide Krist!
Slettet ud er eders tvist,
Begge sønner af Alfader.” 
Denne tanke var en baggrund for hans omfattende studium af nordisk mytologi i disse år.

### Nordisk mytologi
Grundtvigs første offentliggjorte arbejde "Lidet om Sangene i Edda" (1806), var en polemik mod den lidt ældre Jens Møllers behandling af Skirnirskvadet. Herefter kom der en række artikler med mytologisk indhold, hvoraf den vigtigste var "Om Asalæren" (1807). Grundtvigs debut i bogform var dog ikke et mytestudie, om end mytologien spiller en afgørende rolle i den, men en rasende pamflet i anledning af, at der i København blev afholdt maskeballer trods nederlaget til englænderne i 1807. Den unge Grundtvig så dette som tegn på den mangel på alvor, der prægede danskerne, og i debutskriftet Maskeradeballet i Dannemark (1808) forudsagde han landets snarlige undergang, men tildelte dog kronprinsregenten, den senere Frederik 6., en heroisk rolle. Som det positive modbillede til danskernes manglende alvor optrådte to grupper af nationale alvorsmænd af henholdsvis hedensk og kristen oprindelse. Nogen egentlig distinktion imellem de to grupper foretog Grundtvig ikke.
Samme år som Maskeradeballet i Danmark udsendte Grundtvig sit første større, selvstændige værk, Nordens Mytologi eller Udblik over Eddalæren for dannede Mænd, der ei selv ere Mytologer. Efter et stærkt rosende tilegnelsesdigt til Christen Pram følger en farverig og beslutsom præsentation og fortolkning af den nordiske mytologi. Med udgangspunkt i en af Schelling inspireret idealisme fortolker Grundtvig mytologien med Völuspá (Vølvens spådom) som mønsterdannende overtekst. Oplysningerne fra den nordiske mytologis øvrige kilder bliver indpasset i dette mønster, i det omfang det er muligt, og bliver ellers afvist som uautentiske eller forvrængede.
Det grundlæggende greb i Grundtvigs behandling af mytologien er påstanden om eksistensen af en højere gud over aserne, navngivet Alfader (et navn som i mytologiens kilder er et af Odins tilnavne). Aserne forstås som syndere imod denne højere gud, idet de har villet være selvstændige i forhold til ham. Alfader styrer i det skjulte gennem nornerne den nordiske verden frem imod Ragnarok, hvor aserne og deres modstandere jætterne skal udslette hinanden. Derefter er alt, hvad der stod Alfader imod, fjernet, og hans egen nye, rene verden kan bryde frem. Grundtvigs forsøger få indføjet kristendommen i sin fortolkning. Selve fortolkningen af mytologien er tydeligt præget af hans kristne baggrund.
Grundtvig opfatter den nordiske mytologi som stærkt knyttet til Norge, og han ser ud til at vente sig en på mytologien hvilende åndelig vækkelse netop med udgangspunkt i Norge. Nordens Mytologi vakte en del opmærksomhed og blev oversat til såvel tysk som svensk.
Fremstillingen af den nordiske mytologi skulle for Grundtvig selv blot være baggrunden for en stor digtning i mange bind, der gengav hele det nordiske heltelivs historie. I subskriptionsindbydelsen, Indbydelse til Gamle Nordens Venner, erklærer han, at optrinnene skal "blive mange, dersom mine Aar blive det, og uovervindelige Hindringer ei møde; men hvert Hefte skal blive et Heelt for sig."
Året efter Nordens Mytologi udgav han Optrin af Kæmpelivets Undergang i Nord (1809), der gengav religionsskiftet og hedenskabets sidste dage. Det var et læsedrama i blankvers og med tydelig inspiration fra Shakespeare og Oehlenschläger. Tilegnelsesdigtet er denne gang rettet til netop Oehlenschläger og er fortsat rosende, men også med en slet skjult kritisk undertone i forhold til forgængeren.
Værkets centrale skikkelse er jomsvikingernes høvding Palnatoke, der som den sidste søger at genrejse troen på de hedenske guder i Danmark. Palnatoke er en klassisk shakespearehelt: En stærk skikkelse i en udsat position, der udløser hans tragedie. Han stilles op imod den feje, grusomme og nærmest sindsforvirrede konge Harald Blatan (Harald Blåtand), som han menneskeligt er langt overlegen. Men skønt han vinder kampen mod kongen, taber han kampen mod kristendommen og må gå i sin grav med bevidstheden om sit livsprojekts nederlag og sin tros undergang. Optrin af Kæmpelivets Undergang i Nord afspejler den splittelse mellem hedenskab og kristendom, der var i Nordens Mytologi. Værkets historiske sympati er hos kristendommen, men dets empati er hos hedningene. Det er deres tragedie, ikke kristendommens triumf, der står i centrum.

### Krisen og den kristelige opvækkelse
Efter Optrin af Kæmpelivets Undergang i Nord gav Grundtvig sig i kast med næste bind, og det lykkedes ham i det væsentlige at færdiggøre Optrin af Norners og Asers Kamp i løbet af 1810. Inden bogen nåede at blive udgivet, var der sket et dramatisk omslag i Grundtvigs eget liv, der kom til at gribe afgørende ind i værket.
Faderen Johan Grundtvig var blevet for svag til at passe sit præsteembede i Udby, og da han ikke havde mulighed for at lade sig pensionere med løn, måtte han skaffe sig en kapellan. Sønnen var det indlysende valg. Grundtvig vægrede sig mod opgaven, der kom svært i vejen for hans forfatterambitioner og ville fjerne ham fra det københavnske kulturliv. Trods sin modstand afholdt han i Regenskirken den dimisprædiken, der var en forudsætning for hans præsteansættelse. Han fik topkarakter for den, men da han lod den trykke under titlen Hvi er Herrens Ord forsvundet af Hans Hus (1810), indbragte dens pågående angreb på præstestanden ham en klage fra en række præster og en skarp irettesættelse fra universitetets ledelse.
Men dimisprædikenen betød ikke, at Grundtvig umiddelbart havde tænkt sig at vende hjem til Udby, og en længere konfrontation fulgte mellem ham og især hans moder. Samtidig gik hans selvbillede og forestilling om sit eget kald i sygelig retning, og det samlede pres udløste Grundtvigs første sindssygeanfald i december 1810.
Hen under jul blev han af sine venner Poul Dons og F.C. Sibbern transporteret hjem til Udby. Undervejs overnattede de i Vindbyholt Kro, hvor Grundtvig om natten fik et voldsomt anfald, hvor han følte sig omslynget af Djævelen i form af en slange. Oplevelsen af Grundtvigs voldsomme sindssygeanfald var formentlig med til at knække den æstetisk vakte, men i forvejen skrøbelige Poul Dons, som brød sammen i løbet af de næste år og aldrig kom sig. Da han i 1843 døde "efter mere end tyve års tilværelse i stille afsind"  skrev Grundtvig dødedigtet Povel Dons, der både skildrer vennens opvakte, åndfulde sind og hans sammenbrud. Digtet blev dog først trykt i 1867.
I Udby Præstegård kom Grundtvig sig i løbet af nogle måneder. Grundtvig opfattede krisen som en guddommelig irettesættelse af hans hovmod og så den som en opvækkelse til kristendom. Som et mærkeligt udtryk for krisen står de to digtsamlinger, Grundtvig udsendte mellem jul og nytår 1810/1811: Idunna og Nytaarsnat. Den første markerer hans afsked med mytologien og den anden hans nyfundne kristendom uden at nogen af positionerne dog er tegnet med klarhed. Nu opgav han sine ambitioner om at blive skønlitterær forfatter og accepterede stillingen som kapellan for sin fader. Samtidig opgav han store dele af sin romantisk inspirerede tankeverden, herunder – indtil videre – sin intense interesse for den nordiske mytologi. I stedet satte han en bibeltro kristendom med stærk inspiration af Martin Luther.

### Apologi, domforkyndelse og fejder
Grundtvigs forhold til Luther var langstrakt og mangfoldigt. I denne tidlige fase var hans tilslutning til og identifikation med reformatoren så beslutsom, at han senere i Nyaars-Morgen omtalte sit eget ungdommelige jeg med navnet "Luther hin Lille" .
Det første resultat af Grundtvigs nyfundne lutherske tro var en radikal omredigering af Optrin af Norners og Asers Kamp. Værket var i sin oprindelige form en gendigtning af sagnkredsen omkring Sigurd Fafnersbane, men da det blev udsendt i 1811, var det med en række kristelige tildigtninger fra Grundtvigs hånd: Forskellige kristne forkyndere sættes ind på scenen for at forkynde dom, bod og omvendelse for de vilde hedninge. De to tekstlag i værket står uformidlede over for hinanden, og Grundtvig har stort set ikke ændret sin oprindelige plan med værket. Det ene – oprindelige – tekstlag er derfor indlejret i de foregående års asalære, mens det andet – tildigtede – er skrevet ud fra Grundtvigs nye, gammellutherske standpunkt.
Polemikken mod hedenskabet blev videreført i Grundtvigs første verdenshistorie Kort Begreb af Verdens Krønike i Sammenhæng (1812).  Grundtvig havde allerede i 1809-10 skrevet skitser til en lærebog i verdenshistorien i sin rolle som lærer ved Schouboes Institut i København, men hans første offentliggjorte verdenshistorie er mere beslutsom i sin tilgang. Kort Begreb af Verdens Krønike i Sammenhæng er en fejende og polemisk gennemgang af verdenshistorien, hvori Grundtvig brugte sin nye, luthersk funderede, bibeltolkning som den målestok, fortidige og især nutidige figurer blev dømt efter.
Særligt hård var dommen over en række af de tyske tænkere og digtere, der tidligere havde inspireret ham. Bogen blev en skandalesucces. Den indbragte Grundtvig megen opmærksomhed, men isolerede ham og skilte ham fra gamle venner, mest udpræget Christian Molbech. Bogen - og den efterfølgende polemik - udløste også en langstrakt fejde med H.C. Ørsted med omfattende og stærkt pågående indlæg fra begge sider. Fra Grundtvigs side blandt andet bogen Imod den lille Anklager (1815), der blev fejdens sidste bidrag, da Ørsted ikke svarede.
Fejden blev ikke uden personlige omkostninger. Det tabte venskab med Molbech var kun en af disse. Muligvis under indtryk af Grundtvigs polemiske selvpositionering lykkedes det ham således ikke at opnå præstestillingen i Udby efter faderens død. Polemikken havde dog ikke frataget Grundtvig modet til at skrive videre, og allerede i 1814 udkom Kort Begreb af Verdens Krønike, betragtet i Sammenhæng, der delte det meste af sin titel med den tidligere verdenskrønike, men var et helt andet værk. Den ambitiøst anlagte bog blev angivet som "Første Bind". Første bind kom aldrig ud af gammeltestamentlig tid, og andet bind udkom aldrig.
Periodens litterære hovedværk var det 7103 vers lange Roskilde-Riim (1814), der samtidig var Grundtvigs mest udfoldede forsøg på at skrive en Danmarkshistorie. Digtet er skrevet som en rundgang i Roskilde Domkirke, hvor digtets jeg – formentlig en repræsentation af Grundtvig selv – stopper ved hver af kongegravene og overvejer den begravede regents karakter og Danmarks historie i vedkommendes regeringstid. Grundtvig forsøgte selv at skrive en forklarende kommentar til digtet, men den udviklede sig til en selvstændig bog, Roskilde-Saga, der blandt andet viste sig som Roskilde-Riims tvillingetekst ved at være hans eneste sammenhængende forsøg på at skrive Danmarks historie i prosaform.
Historieskrivningen indtager en central plads i Grundtvigs forfatterskab: "Blandt alle Grundtvigs aktiviteter var beskæftigelsen med historien måske den mest omfattende. På mange måder var hans arbejde med historien en slags forudsætning for alt det andet, han foretog sig".

### Bevægelse væk fra polemikken. De store oversættelser ogDanne-Virke
Året 1815 markerede endnu en afgørende nyorientering i Grundtvigs liv og forfatterskab. De foregående års kristeligt inspirerede polemik havde ført ham ud i isolation, hvor han blev udsat for afvisning og kritik. Han havde ganske vist adgang til at prædike i en række københavnske kirker, men hans konfrontatoriske form lukkede gradvis kirkedørene for ham, indtil han anden juledag 1815 fra prædikestolen i Frederiksberg kirke meddelte, at han ikke længere ville prædike, før han fik et lovligt embede.
Inden da var der gået et år, hvor hans egne interesser gradvis gik i nye retninger. Samtidig gjorde adskillelsen af Danmark og Norge 1815 ved Wienerkongressen efter Napoleonskrigene – samt nordmændenes begrænsede interesse for at bevare tvillingemonarkiet – et stærkt indtryk på ham, der tidligere havde set Norge som det udgangspunkt, hvorfra en åndelig vækkelse skulle udgå. Han blev dybt skuffet, og vendte i stedet sit håb til Danmark. Det viser sig blandt andet i hans forskellige kommentarer til sine egne tidligere digte i den retrospektive digtsamling Kvædlinger (1815), i digtsamlingen Heimdall (1816), og i de to langdigte Forslag til Norges Heltedigt og Et Blad af Jyllands Rimkrønike.
I 1814 påtog han sig at oversætte Snorre Sturlasons Heimskringla til dansk. Tvillingemonarkiets opløsning i 1815 fik ham til også at oversætte Saxo Grammaticus' Gesta Danorum. De to oversættelser udkom i perioden mellem 1818 og 1823, og Grundtvigs tilgang til stoffet betød, at de blev gengivet med større fokus på fyndighed og læsværdighed end på præcis sproglig gengivelse. Derudover tilnærmede Grundtvig de to meget forskellige værker til hinanden.
Hertil kom et tredje værk. I 1815 udgav islændingen Grímur Jónsson Thorkelin den første udgave af det oldengelske kvad Beowulf med en tilføjet oversættelse af digtet til latin. Grundtvig lærte sig at læse angelsaksisk, mens han læste digtet, og offentliggjorde en filologisk baseret diskussion af Thorkelins udgave og oversættelse, Et Par Ord om det nys udkomne angelsaxiske Digt . Thorkelin tog ham det unådigt op, men det finder Grundtvig forståeligt nok. I artiklen "Nok et Par Ord om Bjovulfs Drape" skriver han om Thorkelin, at "da jeg virkelig, uden at det var min Hensigt, sagde ham Ting, der ere haarde at døie, vil jeg deri ei saa synderlig fortænke ham". I artiklen fastholder og udbygger han sin kritik uden at hæve tonefaldet. Udvekslingen var med til at foranledige, at Thorkelins mæcen, Johan Bülow, tilbød at stille midler til rådighed for Grundtvig, så han kunne oversætte digtet til dansk. Det var den første fuldstændige oversættelse af Beowulf til noget moderne sprog og udkom i 1820. Trods det polemiske udgangspunkt sikrede Grundtvigs arbejde med Beowulf og den angelsaksiske litteratur ham en blivende plads i forskningen. For Grundtvig betød mødet med den angelsaksiske litteratur en livslang interesse, som viser sig mangfoldige steder i forfatterskabet bl.a. i Sang-Værk til den Danske Kirke (1836-1837), der blandt andet rummer en række danske bearbejdelser af angelsakiske orginaltekster, herunder "I Kveld blev der banket paa Helvedes Port". Jesu nedstigning til helvede er en forestilling hentet fra det apokryfe Nikodemusevangelium fra 200-tallet, og den nåede Grundtvig i en version forfattet af Beda. Grundtvigs arbejde med den angelsaksiske litteratur har tiltrukket sig en international interesse for forfatterskabet, der ofte ikke opdages i Danmark, og kun delvis er integreret i den danske Grundtvigforskning.
Samtidig med, at Grundtvig arbejdede med de tre store oversættelser, skrev og udgav han tidsskriftet Danne-Virke (fire årgange 1816-1819), hvori han aftrykte en række af litterære, historiske og filosofiske afhandlinger, samt en række digte og og andre litterære arbejder. Blandt de vigtigste litterære arbejder i Danne-Virke er de såkaldte "efterklangsdigte" (herunder det mest kendte, "Bjarkemaalets Efterklang") og "Paaske-Lilien", hvorfra påskesalmen "Påskeblomst, hvad vil du her?" blev uddraget længe efter Grundtvigs død. I løbet af 1810'erne blev Grundtvig også indblandet i "tylvtefejden" mellem Adam Oehlenschläger og Jens Baggesen. Han opfattes i hovedsagen som en lidt vrangvillig allieret med Baggesen, og hans væsentligste indlæg i striden, artiklen Om Digterne Baggesen og Oehlenschæger, ses gerne som et af de mest balancerede indlæg i en ellers overophedet fejde. Grundtvigs indtræden i "tylvtefejden" førte også til den såkaldte "Valhallaleg"; en langstrakt polemik i digtform mellem Grundtvig og Baggesen. Mere kuriøs er en kortvarig konflikt i 1817 med Johan Ludvig Heiberg, den såkaldte "A-B-C-fejde", hvor indlæggene bar præg af deltagernes grundlæggende forskellighed.
Ved siden af alle disse arbejder lykkedes det også Grundtvig at udsende en tredje verdenshistorie, Udsigt over Verdens-Krøniken fornemmelig i det Lutherske Tidsrum, der i den tidlige historie i det væsentlige er en revision af verdenskrøniken fra 1812, men tydeligt adskiller sig i fremstillingen af nyere historie med større vægt på betydningen af tysk åndshistorie.
I 1818 giftede Grundtvig sig med Lise Blicher efter syv års forlovelse. Hun var datter af provst D.R. Blicher i Gundelev på Falster. Grundtvigs storebror Otto var præst hos provsten, Grundtvig mødte provstens datter igennem ham. De fik i 1822 sønnen Johan og i 1824 endnu en søn, Svend. I 1827 fulgte datteren Meta. Ægteskabet ser ud til at have været ret lykkeligt i mange år, trods de mange omslag i Grundtvigs vilkår og lange perioder af økonomisk usikkerhed. Et rimbrev til Lise skrevet i anledning af deres bryllupsdag i 1835 er overmåde kærligt og tyder på et fortsat godt forhold mellem ægtefællerne. Hen mod slutningen af Lises liv synes der dog at være kommet betydelig afstand imellem ægtefællerne.

### Nyaars-Morgen,Theologisk Maanedsskrift, Den kirkelige anskuelse og fejden med H.N. Clausen
I juni 1821 flyttede Grundtvig til Præstø for at blive sognepræst i Præstø Kirke. Han havde fået stilling ved kaldelse, "uventet, uden ansøgning". I Præstø boede han i det, som senere blev kendt som Grundtvigs Hus.
Allerede i 1822 blev han dog forflyttet til København for at blive kapellan i Vor Frelsers Kirke. I sin tid her skriver han Nyaars-Morgen (1824), der formentlig er hans betydeligste enkeltstående litterære værk, hvori han igennem 312 ellevelinjede strofer fordelt over 10 sange gør status over sin egen udvikling, sine tanker og sin samtid i et mangfoldigt og kompliceret billedsprog. Teksten efterfølges af den første version af salmen "De Levendes Land", der dog forbliver utrykt i denne form i Grundtvigs levetid.
Grundtvig havde siden fejden efter Kort Begreb af Verdens Krønike i Sammenhæng oplevet sig selv som stort set isoleret i dansk kirke- og åndsliv, men i vinteren 1824/1825 blev han opsøgt af A.G. Rudelbach og Jacob Christian Lindberg, der bad ham om at indtræde i redaktionen for et planlagt Theologisk Maanedsskrift. Han accepterede og blev derefter sammen med Rudelbach redaktør for de første numre af tidsskriftet.
Månedsskriftet begyndte at udkomme i 1825 med Grundtvig og Rudelbach som redaktører, og Grundtvig var selv en hyppig bidragsyder. Selvom der endnu går en del år, før Grundtvig bliver populær i en større offentlighed, og selvom hans mest konsekvensrige fejde endnu står foran ham, er dette punkt værd at bemærke, fordi Grundtvig fra dette tidspunkt tydeligt har tilhængere og samarbejdspartnere.

I 1825 udsendte den fremadstormende unge professor H.N. Clausen et 844-sider stort værk med titlen Catholicismens og Protestantismens Kirke-Forfatning, Lære og Ritus. Grundtvig havde forudbestilt værket med henblik på en anmeldelse i Theologisk Maanedsskrift, men undervejs i læsningen ændrede han retning. Anmeldelsen blev i stedet skrevet af Rudelbach, og Grundtvig udsendte i stedet et selvstændigt "Fejdebrev" under titlen Kirkens Gienmæle (1825) vendt mod Clausens bog. Clausen havde i 1825 allerede skaffet sig et betydeligt navn som professor. Formentlig var både Clausens prominente position på universitetet og vægten af hans værk baggrund for Grundtvigs angreb. 
Kirkens Gienmæle var et hårdt polemisk angreb på Clausen, udformet med bidende sarkasme. Samtidig fremlagde Grundtvig her for første gang for en større offentlighed den "Kirkelige Anskuelse", som han gradvis havde arbejdet sig frem til i årene før (læs mere i afsnittet "Grundtvigs teologi og kirkeforståelse" herunder). Grundtvig opfattede sit angreb på Clausen som en embedsforpligtelse, og derfor gør titlen det også klart, at han mener at tale på kirkens vegne; det er kirkens genmæle, ikke Grundtvigs.
Kirkens Gienmæle blev Grundtvigs anden store skandalesucces efter Kort Begreb af Verdens Krønike i Sammenhæng. Bogen vakte sensation og udløste stor opstandelse. Til Grundtvigs forargelse tog Clausen sagen som et borgerligt anliggende og lagde sag an imod Grundtvig for injurier. Grundtvig forsøgte i flere omgange at få sagen afvist, fordi han mente at have handlet i overensstemmelse med sin embedsed, men uden held. I 1826 tabte han sagen og blev af den grund pålagt en livsvarig censur, for "ifølge 1799-forordningens § 20 medførte en trykkefrihedsdom automatisk livsvarig censur." 
Umiddelbart inden injuriedommen faldt, nedlagde Grundtvig sit embede ved Vor Frelsers kirke. Som reaktion på injuriedommen og censuren skrev Grundtvig Skribenten Nik. Fred. Sev. Grundtvigs Literaire Testamente (1827), hvori han gør status over sin forfattervirksomhed, idet han anser den for at være afsluttet med censuren. Det afholdt ham dog ikke fra at arbejde videre, selvom det betød, at han måtte udtræde af redaktionen af Theologisk Maandsskrift for at forhindre, at den censur, han personligt var underlagt, også blev udstrakt til månedsskriftet.
I de næste år levede han en økonomisk usikker tilværelse. Under indtryk af fejden med Clausen udformede han sine tanker om kristendom og teologi på mere reflekterende måder i tvillingeafhandlingen "Om den sande Christendom" og "Om Christendommens Sandhed" samt i den tredelte afhandling "Om Religions-Frihed". Denne afhandlings tredje del blev dog undertrykt af censuren og blev først offentliggjort mange år senere.
Inden domsfældelsen var Grundtvig blevet indviklet i endnu en polemik. 1826 blev i Danmark fejret som 1000-året for kristendommens komme til landet - med henvisning til Ansgars missionsarbejde. I den anledning udsendte Grundtvig dem 28. april Danske Høitids-Psalmer til Tusindaars-Festen, som blandt andet rummer Den signede Dag med Fryd vi seer, hans omdigtning af en gammel kristelig dagvise. Han meddelte i den forbindelse, at han ville lade sine salmer afsynge ved gudstjenesten pinsemorgen, men fik øjeblikkeligt forbud fra de kirkelige myndigheders side, hvilket førte til en udveksling med Københavns Stiftsprovst H.G. Clausen, far til den H.N. Clausen, som Grundtvig havde angrebet i Kirkens Gienmæle. Til fejring af 1000-året offentliggjorde Grundtvig også Kong Harald og Ansgar. Rim-Breve af Danmarks Kirke-Bog til Jubel-Aaret.
Perioden bragte dog også forsoning med en gammel ven. I 1825 udgav Christian Molbech Danske Riimkrønike efter Gotfrid af Ghemens Udgave af Aaret 1495. Udgaven begejstrede Grundtvig, som selv havde arbejdet med rimkrøniken i første bind af Danne-Virke. Han skrev til Molbech om udgivelsen og anmeldte den entusiastisk.Dermed blev forbindelsen mellem dem genoprettet, skønt den aldrig igen blev så nær, som den havde været det i deres ungdom. Ved Jens Baggesens død i Hamborg 3. oktober 1826 skrev Grundtvig dødedigtet † Jens Baggesen, der er en for et dødedigt overraskende kontant, men også til det yderste anerkendende statusopgørelse over hans gamle kampfælle og modstander og over Grundtvigs eget venligt-fjendtlige forhold til ham.
Fra anden halvdel af 1820'erene og frem begynder termen "grundtvigianer" med stigende hyppighed at blive anvendt om Grundtvigs tilhængere. I begyndelsen var betegnelsen vist blot som en uspecificeret term for dem, der tog Grundtvigs parti i forbindelse med hans forskellige konflikter. Grundtvig kunne således selv i forbindelse med stridighederne efter Kirkens Gienmæle skrive det polemiske indlægTil de 88 Clausenianer. Men termen kom over de næste årtier i stigende grad til at betegne en egentlig partidannelse for dem, der mente at bygge deres livssyn på Grundtvigs tanker.

### Englandsrejserne,Nordens Mythologi1832,Haandbog i Verdens-Historien
Uden fast embede rykkede Grundtvig tilbage til en tilværelse som fri forfatter og forsker. Injuriedommen var forholdsvis mild; Grundtvig blev kun pådømt en mindre bøde, og han nød fortsat Frederik 6.s bevågenhed. Det ledte til hans første tre Englandsrejser. Grundtvig gengav senere det forløb, der førte frem til rejserne. Han fortalte, at Frederik 6. spurgte ham, hvad han arbejdede med:
"[...] og jeg svarede: ingen Ting, Deres Majestæt! Og jeg veed heller ikke noget at giøre for Øieblikket, med mindre det maatte behage Majestæten at lade mig reise til England, og nærmere undersøge de Angelsachiske Haandskrifter, som er af megen Vigtighed ogsaa for Oplysningen af Danmarks Oldtid, men er aldeles foragtede i deres Hjemstavn. Det Ord greb Kongen med levende Deeltagelse [...]" 

Citatet viser den familiaritet, som eksisterede mellem Grundtvig og Frederik 6., men det faktiske forløb skulle dog også igennem en mere formel godkendelse, før rejsepengene blev bevilliget. Grundtvig ansøgte i 1828 kongen om midler til en Englandsrejse for at studere den oldengelske litteratur og fik i marts 1829 bevilliget 2.000 rigsdaler i sølvpenge til formålet. 
Med understøttelse fra kongen rejste Grundtvig derfor for første gang udenlands og gennemfører tre rejser til England i årene 1829, 1830 og 1831, især med henblik på at studere og udgive den angelsaksiske litteratur. Hver gang var han afsted ca. fem måneder. Under sine Englandsrejser førte han en langstrakt brevveksling med sin kone Lise Grundtvig. Hans modvilje mod England efter Napoleonskrigene og angrebene på Danmark synes nu helt lagt bag ham, og han imponeres over industrialismen og den frembrydende engelske liberalisme. Under et selskab hos juristen mr. Heaton den 24. juni 1830 traf Grundtvig Clara Bolton, som gjorde et så uudsletteligt indtryk på ham, at han stadig mange år efter mindedes hende i digtet "Smaa-Fruerne" (1844).
I England stiftede Grundtvig bekendtskab med en række forskere og åndspersonligheder, og han fik kontakt med et forlag, Black, Young and Young, og planlagde sammen med dem at foranstalte en større udgave af den angelsaksiske litteratur. Derfor udsendte han i 1830 en engelsksproget subskriptionsindbydelse med den langstrakte titel Bibliotheca Anglo-Saxonica. Prospectus, and Proposals of a Subscription, for the Publication of the Most Valuable Anglo-Saxon Manuscripts, Illustrative of the Early Poetry and Literature of Our Language. Most of Which Have Never Yet Been Printed. Selve udgivelsesarbejdet kom dog aldrig i gang, fordi Grundtvigs tilsynekomst og planer udløste hektisk aktivitet blandt de britiske antikvarer for at sikre, at udgivelsen af den angelsaksiske litteratur forblev på britiske hænder.
I stedet gik Grundtvig i gang med andre store projekter, og i 1832 offentliggjorde han Nordens Mythologi eller Sindbilled-Sprog (ofte kaldet Nordens Mythologi 1832 for at skelne den fra den meget kortere 1808-mytologi). Værket indledes med et "Rim-Brev til nordiske Paarørende", hvori han reflekterer over sine oplevelser i England, over sit forhold til Danmark og til mytologien og opridser et samfundsmæssigt frihedsprogram. Det er fra dette digt, den ofte citerede - og næsten lige så ofte misforståede - talemåde "Frihed for Loke såvel som for Thor" stammer. For Grundtvig er Loke nemlig ikke gudernes modstander, men en tvivlsom skikkelse på grænsen mellem aser og jætter. De egentlige modstandere, Midgårdsormen, jætterne og Fenrisulven, har Grundtvig ingen problemer med at holde fængslet. Efter rimbrevet følger "en muntert snakkende "Fortale"" og derpå en lang indledning i tre dele.
Nordens Mythologi efterfulgtes af første bind af Haandbog i Verdens-Historien (1833-1856), Grundtvigs historiske hovedværk.
Til Frederik den 6.s 50-års regentjubilæum i 1834 (han havde været kronprinseregent siden 1784) skrev Grundtvig digtet Gylden-Aaret, hvorfra siden højskolesangen Nu skal det aabenbares blev uddraget.
I løbet af 1830'ernes første halvdel oprettedes de rådgivende provinsialstænderforsamlinger. Grundtvig, der på dette tidspunkt var overbevist royalist, var i udgangspunktet skeptisk over for dem, men da han så dem fungere, slog hans skepsis om i begejstring, og de kom i 1830'erne og 1840'erne til at spille en central rolle i hans forståelse af, hvordan den danske stat skulle indrettes - herunder hans højskoletanker. “Det Danske Fiir-Kløver eller Danskheden partisk betragtet” baserer således sin forestilling om Danmarks lykke på den enhed af folkelig ytringsfrihed og kongemagt, som Grundtvig mente at se udfoldet med de rådgivende provinsialstænderforsamlinger.

### Omslag
Anden halvdel af 1830'erne gav en række omslag til det bedre for Grundtvig. Han havde siden 1810/1811 haft en ambition om at lave en større salmesamling, og selvom han i mellemtiden havde skrevet og offentliggjort en del salmer, var den store udfoldelse af ambitionen endnu udeblevet. Det ændrede sig, da Grundtvigs gode ven og beundrer Gunni Busck stillede midler til rådighed, så han kunne koncentrere sig alene om salmedigtningen. Det første resultat af denne investering blev Sang-Værk til den Danske Kirke, der udkom som hæfter i 1836 og 1837. Første hæfte blev udsendt i oktober 1836 samtidig med 300-års jubilæet for reformationen i Danmark. Mange salmer fulgte efter. Fra og med udgivelsen af sangværket spillede salmedigtningen hovedrollen i Grundtvigs lyriske forfatterskab.

I 1837 ophævedes censuren over Grundtvig. 1. november 1837 ændredes lovgivningen omkring trykkefriheden, så den automatisk medfølgende livstidscensur blev ændret, og på den baggrund ansøgte Grundtvig Frederik 6. om fritagelse fra censuren. Kladden til ansøgningen er bevaret, og i den skriver Grundtvig blandt andet:
"Med den Retning, min Pen altid har havt, kan det maaskee vel synes, som Censuren maatte være mig ligegyldig, men deels er det mig netop derfor en Pine at giælde for en mistænkelig Skribent, og desuden er de formelle Bestemmelser ved Politi-Censuren saa byrdefulde, at det, uden vedkommende Embedsmænds Gunst vilde været mig aldeles umueligt at fortsætte den literære Virksomhed, som Majestæten i en lang Række af Aar allenaadigst har opmuntret og understøttet."  
Censuren havde ikke haft den store indflydelse på hans faktiske forfatterskab, men som det fremgår, var den besværlig, og han havde oplevet den som stærkt hæmmende. Ansøgningen blev imødekommet, og Skolen for Livet og Academiet i Soer, der udkom i februar 1838, blev det første større skrift, han kunne udsende uden først at skulle have det til gennemlæsning og godkendelse hos censuren. På baggrund af sin nyvundne frihed sagde han i 1838 ja til at holde en række offentlige forelæsninger på Borchs kollegium under titlen Mands Minde. Forelæsningerne blev ikke offentliggjort i hans levetid, men hans manuskripter til dem blev udgivet af Svend Grundtvig forholdsvis kort efter faderens død (1877), og de er så tilpas detaljerede, at man med ret stor præcision kan se, hvad han sagde.
De 51 Mands Minde-forelæsninger blev afholdt med kongelig godkendelse. Det første foredrag blev holdt den 20. juni 1838 på 50-årsdagen for stavnsbåndets ophævelse, og de fortsatte to gange om ugen frem til den 26. november. Foredragene var tilløbsstykker i det københavnske kulturliv, og deres popularitet blev en markering af Grundtvigs nye status som kulturel centrumsfigur. Tidsånden havde ændret sig til gunst for Grundtvig.
Da censuren blev ophævet ved kongeligt dekret, var Grundtvig den 16. januar 1838 i audiens hos kronprins Christian Frederik for at takke herfor. Forud for audiensen bad kronprinsessen, Caroline Amalie sin mand om efterfølgende at få lejlighed til at møde Grundtvig. Det var første gang, de to mødtes. Kort tid senere blev Grundtvig indbudt til at holde forelæsninger på slottet for kronprinsessen og en række af hendes veninder og hofdamer. Fundamentet for et livsvarigt venskab og et stærkt interessefællesskab mellem kronprinsessen og Grundtvig var dermed lagt.
I de samme år begynder Grundtvig også at udforme sine højskoleskrifter. Der havde været ansatser til uddannelsestænkning mange steder i det tidligere forfatterskab, og både Nordens Mythologi 1832 og Haandbog i Verdens-Historien beskæftigede sig med spørgsmål om uddannelse, men det var først i anden halvdel af 1830'erne, at Grundtvigs væsentlige skoleskrifter udformedes. Blandt Grundtvigs centrale skoleskrifter finder man Det Danske Fiir-Kløver eller Danskheden partisk betragtet (1836) Til Nordmænd om en Norsk Høi-Skole (1837), Skolen for Livet og Academiet i Soer (1838), Om Nordens videnskabelige Forening (1839) og “Bøn og Begreb om en dansk Høiskole i Soer” (1840).
1. maj 1839 blev Grundtvig efter ansøgning præst ved den beskedne Vartov Kirke. Vartov fungerede på det tidspunkt som alderdomshjem for ældre tjenestepiger og havde derfor kun en begrænset selvstændig menighed, og derfor knyttede der sig også begrænsede embedsforpligtelser til Grundtvigs ansættelse som præst ved kirken.
Ansættelsen blev endnu et omslag til det bedre. Stillingen gav endelig Grundtvig en sikker indkomst, og de begrænsede forpligtelser satte ham både fri til et fortsat omfattende forfatterskab og til en udfoldet udadvendt virksomhed. Her virkede han som præst lige til sin død i 1872, og han samlede en stadig voksende menighed. Menigheden blev et fast orienteringspunkt i det danske kirkeliv og dannede en betydelig magtbase for både Grundtvig og hans tilhængere. Caroline Amalie havde sin faste plads i den beskedne hospitalskirke.
Den nære forbindelse til Caroline Amalie betød også, at da Frederik den 6. døde den 3. december 1839, og Christian den 8. blev konge, blev Grundtvig en nær fortrolig med landets dronning, hvilket gav ham en hidtil helt ukendt samfundsmæssig indflydelse. Denne indflydelse blev tydelig kort efter kongeskiftet, idet Grundtvig med held modsatte sig biskop Mynsters forslag til en ny alterbog. Mynster var på dette tidspunkt entydigt den danske kirkes mest magtfulde embedsmand, men hans alterbogsforslag strandede hos kongen og kom ikke i brug.

### Marie Toft. Grundtvigs andet ægteskab
Grundtvig mødte Marie Toft første gang i slutningen af 1845, og det var hende, der opsøgte ham i København for en samtale om de gudelige forsamlinger. Grundtvig var direkte modstander af de gudelige forsamlinger, som han kaldte "de hellige", og han fandt dem usunde og vederstyggelige. De gudelige rørelser i Sydsjælland gik mod slutningen af 1840'erne i den grundtvigske retning, ledet af de yngre præster og lægfolk.
I januar 1851 døde Lise Blicher. I de nærmeste kredse var man ikke i tvivl om, at der mellem Grundtvig og Marie Toft var kommet stærke følelser, mens hans forhold til Lise Grundtvig var døet ud. Således har Eline Boisen i sine nu udgivne erindringer flere indignerede kommentarer om, hvordan Grundtvig behandler sin egen kone hårdt, men er den perfekte riddersmand, når Marie Toft er i nærheden. Grundtvigs reaktion på sin kones død var påfaldende kølig, og han skrev ikke noget dødedigt i anledning af hendes død; det gjorde derimod hans gode ven B.S. Ingemann.
Der gik også kun 10 måneder, før han giftede sig med Marie Toft. Grundtvig skrev en række digte til hende både før og efter deres bryllup. Det bedst kendte af disse er fra Grundtvigs hånd en helt privat hilsen, nemlig Hvad er det min Marie (Højskolesangbogen nr. 438) skrevet i anledning af parrets forlovelse 4. august 1851. Brylluppet fandt sted den 24. oktober i Brøndbyvester Kirke, forestået af Grundtvigs mangeårige ven Gunni Busck (1798-1869). Ægteskabet vakte stort røre i københavnske kredse og blev ikke umiddelbart billiget i Grundtvigs nærmeste familie. Parret boede om sommeren på Rønnebæksholm ved Næstved, hvor Marie fortsat forestod driften. I parken opførte hun en pavillon, hvor Grundtvig kunne arbejde. Han kaldte den for Venligheden. Grundtvig kunne passe sine gudstjenester i Vartov ved at tage toget til København. Om vinteren boede de i en lejlighed i København under herskabelige forhold. Grundtvigs tilværelse antog her et mere aristokratisk tilsnit, hvilket ikke faldt i hans gamle venners smag.
Den 15. maj 1854 nedkom Marie med en sund og velskabt dreng, der blev døbt Frederik Lange Grundtvig, men der tilstødte smertefulde komplikationer, der medførte Maris død den 9. juli. Hun blev bisat fra Vartov Kirke den 17. juli 1854. Kisten blev indsat i slægten Carlsens Kapel i Sct. Nicolai Kirke i Køge, hvorfra den senere blev indsat i gravhvælvingen på "Claras Kirkegård" på Gammel Køgegård.

### Asta Tugendreich Adelheid, Grundtvigs tredje ægteskab
Grundtvigs giftede sig for tredje gang med Asta Tugendreich Adelheid født komtesse Krag-Juel-Vind-Frijs. Hendes første mand, gehejmekonferensråd Holger Christian Reedtz til Palsgaard, var død den 6. februar 1857, og Asta sad da tilbage på godset med deres fire børn, hvoraf sønnen Holger var født en uge tidligere.
Med børnene rejste hun i august samme år til København, hvor hun bosatte sig i godsets lejlighed. Snart efter havde hun en række samtaler med N.F.S. Grundtvig, der som enkemand efter Marie Grundtvigs død i juli 1854 sad alene med deres lille søn Frederik Lange Grundtvig. Ved adventstid forlovede de sig, og brylluppet fandt sted den 16. april 1858.
Den 10. februar 1860 fødte Asta en datter, der ved sin dåb i Vartov Kirke fik navnet Asta Marie Elisabeth Frijs Grundtvig, opkaldt efter sin fars tre hustruer.
Fru Asta satte ved sit imødekommende væsen et stærkt præg på det grundtvigske hjem gennem den store gæstfrihed, hun udfoldede i sin nyerhvervede villa Gladhjem på Gammel Kongevej og senere på Store Tuborg, ikke mindst ved de store vennemøder på Grundtvigs fødselsdag i september måned.

## Grundtvigs kirkeforståelse
Grundlaget for det, der kaldes "Grundtvigs kirkelige anskuelse", er forståelsen af, at kristendommen kom før Bibelen, og at Bibelen derfor er et resultat af kristendommen, ikke omvendt. Guds ord er noget nutidigt, som ikke skal opleves igennem Bibelen, men gennem trosbekendelsen, dåben og nadveren.
Det centrale i kristendommen er den apostolske trosbekendelse, ikke Bibelens ord, sagde Grundtvig. Fra begyndelsen af 1840'erne følte han sig overbevist om, at trosbekendelsen var "det lille ord af Herrens egen mund", overgivet til disciplene i de 40 dage mellem Jesu opstandelse og himmelfart. Trosbekendelsen er således tidligere og mere oprindelig end Bibelen, som først blev nedskrevet årtier senere.
At den første større formulering af den kirkelige anskuelse skete i Kirkens Gienmæle, er ikke tilfældigt. Den kirkelige anskuelse optrådte i mange forskellige former senere i forfatterskabet, men det er klart, at udgivelsen af H.N. Clausens Protestantismens Kirke-Forfatning, Lære og Ritus var en oplagt lejlighed for Grundtvig til at fremsætte sin anskuelse, fordi forståelsen af forholdet mellem tro og Bibel netop er et centralt ærinde hos Clausen. Clausen opfattede nok Bibelen som kristendommens grundlag, men den var tillige et ufuldstændigt nedslag af den ældste kristne forkyndelse og det var derfor en opgave for teologien "med filologisk lærdom og filosofisk kritik at udfylde det vage og bringe den højere enhed til veje mellem de forskellige læretyper."
Hvad der harmer Grundtvig, er Clausens efter hans mening uhistoriske opfattelse af kirken, hvor menigheden bliver gjort til et læseselskab, som må rette sig efter teologers indbyrdes forskellige og ofte modstridende skriftfortolkninger som kriterium for, hvad der er sand kristendom. Over for dette kirkesyn stiller Grundtvig sit eget: »thi den Christelige Kirke er ingen tom eller omtvistelig Indbildning, det er en aabenbar Kiends-Gierning, et velbekiendt historisk Factum, som al Verdens Protest ei kan rokke et Haarsbred, end sige tilintetgiøre."  Hvis kun filosofisk kritik og filologisk lærdom kan udfylde manglerne i Skriften, så bliver professorer og præster folkets formyndere; de bliver en betingelse for den rigtige udlægning af, hvad kristendom er.

For Clausen er kristendommen "en ren og lutret Universalisme".. Grundtvig citerer fra Clausens skrift, side 7:
"I Christus aabenbarede sig Gud for Jordens Slægter, saaledes som den endelige Form kan optage i sig det Uendelige; for første Gang kundgjordes en reen og luttret Universalisme, hvori orientalsk Høihed og Dybhed var forenet med occidentalsk Klarhed og Mildhed, Tankens Lys med Følelsens Varme og Phantasiens Farveskiær."
Dette "Luft-Castel" hviler ikke på andet end på Skriften og Clausens egne spekulationer, sagde Grundtvig. Konsekvensen af det vil blive, at kirken vil blive identisk med de lærdes granskninger, og teologien dermed blive kirkens formynder. I modsætning hertil mener Grundtvig, at kirken skal bygge på den "historiske" menighed, dvs. den givne kirke med bekendelse og sakramenter. Det er baggrunden for, at hans anskuelse kaldes "den kirkelige anskuelse": Kirken er ikke et begreb, der skal bestemmes ved Skriftens hjælp, men som en "levende menighed", der samles om den apostolske trosbekendelse, som forkyndes ved dåben. Anskuelsen blev senere omtalt som "den mageløse opdagelse".

## Grundtvig som salmedigter
Grundtvigs salmedigtning har sammen med hans skoleskrifter haft en enestående betydning for den danske kultur. Hans enorme salmeproduktion har været stærkt medvirkende til at forme den danske kristendomsforståelse.
Salmedigtningen var længe undervejs. Grundtvigs første salme af betydning, barnesalmen "De hellige tre Konger", blev offentliggjort i Knud Lyne Rahbeks tidsskrift Sandsigeren i 1811. T"De hellige tre Konger" forkortede Grundtvig selv senere til den salme, der idag kendes som "Dejlig er den himmel blå". I fortalen til salmen beskrev han, hvordan han så salmedigtningen og dens stilling i Danmark. Han kritiserede den autoriserede salmebog Evangelisk-kristelig Psalmebog, der var rationalistisk dydsprisende, moralsk og formanende.
Samtidig lovede han en mere omfattende salmesamling, men indfrielsen af løftet lod vente på sig; i mange år kom hans salmedigtning kun drypvis. Det var først da hans velhavende ven Gunni Busck midt i 1830'erne stillede midler til rådighed for ham, at salmedigtningen for alvor tog fart. Nu overtog den hovedrollen i hans poetiske forfatterskab.
Hans første store salmesamling, Sang-Værk til den Danske Kirke, udkom i 1836-1837. Her gennemskrev han kirkeårets højtider med en række gendigtede salmer fra kirkehistorien samt originale tekster fra egen hånd.
Grundtvig var en stor beundrer af både Thomas Kingos og Martin Luthers salmer, mens H.A. Brorson stort set var ukendt for ham i hans første mange leveår. Først ved Knud Lyne Rahbeks mellemkomst lærte han Brorson at kende. Han omtalte dog siden Brorson med stor beundring og gendigtede mange af hans salmer, herunder især "Den yndigste rose er funden", som han skrev ikke mindre end syv forskellige versioner af.
Grundtvig skrev i alt omkring 1500 salmer. Kendte salmer er: "Nu falmer skoven trindt om land", "Vær velkommen, Herrens år", "Et barn er født i Betlehem", "Det kimer nu til julefest", "Velkommen igen, Guds engle små", "I al sin glans nu stråler solen", "Vær velkommen, Herrens år", "Morgenstund har guld i mund", "Den signede dag med fryd vi ser", "Hil dig, frelser og forsoner", "O, kristelighed" og "At sige verden ret farvel".
Allerede i afhandlingen Om religion og liturgie (1806) beskriver Grundtvig, hvad der bør ske under kirkesangen: ”Høit over jorden må vi opløftes, og et glimt af det evige liv må svæve forbi vort mod himlen stirrende øie.”  Salmen skal altså bibringe et glimt af det evige liv. For Grundtvigs egen vedkommende lykkedes dette i kraft af hans mægtige inspiration. Han følte en mægtig åndelig kraft over sig og opfattede sin virksomhed som en virkning af Guds ånd. I sin salmedigtning var han mere skjald og profet end han var litterat. Grundtvig var en mand med en mission. Et eksempel på hans kraftfulde digtning er disse linjer fra "O, kristelighed": ”O vidunder-tro!/Du slår over dybet din gyngende bro,/ som isgangen trodser i buldrende strand,/ fra dødningehjem til de levendes land.”
Grundtvigs salmer er i høj grad menighedssalmer. I kirken og menigheden forkyndes ”Guds-ordet”, som skænker åndeligt liv og oplysning til ethvert menneske. Salmerne skal være med til at opbygge en levende menighed. Vi-formen anvendes ofte: Den signede dag med fryd vi ser, Nu bede vi den Helligånd, osv.
Grundtvigs salmer er mere præget af teologi end f.eks. Ingemanns salmer. De illustrerer og sammenfatter den kristne tro. Salmerne trænger ned i de kristne dogmer og formulerer dem på en billedrig måde. Et eksempel er Hil dig, frelser og forsoner! Her optræder dogmet om Jesus´ stedfortrædende soningsdød i en poetisk iklædning: ”Kærligheden, hjertegløden/stærkere var her end døden,/heller giver du end tager,/ene derfor dig behager/korsets død i alles sted!”
I sin salmedigtning kunne Grundtvig undertiden udtrykke sig på måder, som var overraskende, ja ligefrem stødende, i hans samtid. Et eksempel er det sidste vers i salmen At sige verden ret farvel fra 1844:
”Før døden med sin istap-hånd
gør skel imellem støv og ånd,
bortvifter hjertets varme,
indslumre skal jeg da med lyst,
som barnet ved sin moders bryst,
i dine frelserarme."
Udtrykket ”istap-hånd” blev i samtiden anset for at være smagløst. Ligeledes blev det anset for at være upassende at nævne en mors bryst i en sammenligning med Jesus. En senere tid har dog set den kunstneriske værdi i disse billeder.
En særlig betydning fik salmen I kvæld [aften] blev der banket på Helvedes port fra 1837. Her beskriver Grundtvig Jesu nedstigning til Helvede efter sin død på korset og før sin opstandelse (jævnfør 1. Petersbrev, 3,19). Jesus ankommer som en mægtig kriger, der overvinder de onde væsener og fører en skare af de fordømte op fra Helvede: ”Fra Helvede steg nu den Herre så bold [tapper],/ham fulgte så fager [dejlig] en skare.” (vers 18).
Med salmen gjorde Grundtvig det tydeligt, at han troede på muligheden for en omvendelse efter døden. De ædle, dydige og sandhedskærlige hedninger, som ikke har haft en mulighed for at omvende sig til troen på Kristus før døden, kan omvende sig efter døden.
De pietistiske vækkelsesprædikanter reagerede kraftigt på I kvæld blev der banket på Helvedes port. Hvis man skulle regne med muligheden for en omvendelse efter døden, så ville omvendelsesprædikenen miste sin kraft, sagde de. Hvem ville omvende sig nu, hvis det kunne vente til senere? Og hvad fik de troende så til løn for deres arbejde og afsavn her i verden? Pietisterne frygtede, at mennesker ville undlade at tro og leve anstændigt, hvis der var håb om, at de kunne blive omvendt efter døden.
Salmen var medvirkende til, at vækkelsesbevægelserne i løbet af den sidste halvdel af 1800-tallet splittede sig op i de to store kirkelige retninger grundtvigianismen og Indre Mission.

## Grundtvig og det nationale
Det nationale lå Grundtvig på sinde. Han mente på linje med andre nationalromantikere, at der fandtes en særlig dansk folkeånd eller folkekarakter ,og han ønskede gennem sine skrifter at opbygge en stærk dansk selvforståelse. Gennem sit forfatterskab ville han opruste og styrke danskerne, og han anså den rette "ånd" for at være et mindst lige så vigtigt nationalt våben som militær styrke.
Han udgav flere bøger med danske folkeviser og lagde grunden til interessen for dette emne hos hans søn Svend Grundtvig. Det lykkedes ham også at få nordisk mytologi gjort til folkeeje i Danmark gennem et omfattende arbejde, som han havde interesseret sig for siden begyndelsen af forfatterskabet.

## Grundtvigs skoletanker. Højskolen
Spørgsmålet om uddannelse optog Grundtvig flere gange i hans liv. Det allerførste, han offentliggjorde, var tre små notitser, som han i 1804 skrev om et sogn på Falster, hvor der igennem 10 år ikke havde været en lærer til at undervise sognets børn. Grundtvig virkede som lærer flere gange i sit liv, og overvejelser over uddannelse dukker op mange steder i hans forfatterskab, og de knytter sig ofte sammen med andre centrale overvejelser i hans værker.
Blandt Grundtvigs centrale skoleskrifter finder man Det Danske Fiir-Kløver eller Danskheden partisk betragtet (1836), Til Nordmænd om en Norsk Høi-Skole (1837), Skolen for Livet og Academiet i Soer (Sorø) (1838), Om Nordens videnskabelige Forening (1839) og Bøn og Begreb om en dansk Høiskole i Soer (1840).
Grundtvigs skoletanker kan opsummeres i det kendte motto ”Vi lærer ikke for skolen, men for livet.” Han skelner mellem ”skolen for døden” og ”skolen for livet”. Skolen for døden er kendetegnet ved en undervisning, der ser udenadslære og leksikalsk fuldstændighed som idealet - en undervisning, der ikke smelter sammen med et tilsvarende liv hos eleven. Modsat er skolen for livet den undervisning, som knytter til ved elevens livserfaringer.
”Død er al mulig bogkundskab, som ikke sammensmelter med et tilsvarende liv hos læseren, og åndsfortærende, dræbende, er ikke blot mathematiken og grammatiken, men alt betydeligt hovedbrud for mennesket i barnealderen, før hjernen med det øvrige legeme er ret udviklet, og førend livet, det indvortes såvel som det udvortes, er blevet os så vidt bekjendt, at vi kan genfinde det i beskrivelsen og føle en naturlig lyst til at oplyses om dets vilkår.” 
Grundtvig mente, at undervisningen ikke skulle bygges på bøger, men på det levende talte ord. Undervisningen skulle være "historisk-poetisk", og den skulle blive til i mødet mellem lærer og elev.
Grundtvig brugte som udgangspunkt ordet "højskole" parallelt med det tyske "Hochschule", altså som navnet på en højere læreanstalt. Hans højskoletanker rettede sig i første omgang mod at få det hensygnende Sorø Akademi omdannet til en fornyet undervisningsinstitution, hvis formål skulle være at uddanne især embedsmænd til tjeneste i statens centrale stillinger. I løbet af 1840'erne så denne plan ud til at bevæge sig frem mod virkeliggørelse, blandt andet på grund af Grundtvigs nære forhold til kongehuset. Med Christian den 8.s død, treårskrigens udbrud og oprettelsen af den grundlovgivende rigsforsamling strandede planen imidlertid og kom aldrig videre.
Senere brugte Grundtvig ordet ”højskole” om den ”skole for livet”, som hans skoletanker kredsede om. Højskolen skulle ikke have nogen eksamen, og den skulle være en skole for hele folket. Højskolen skulle indeholde ”livsoplysning”, dvs. en fællesmenneskelig oplysning om livet og dets vilkår. Livsoplysningen hovedsigte skulle være at fremelske ”så lyst et hoved og så varmt et hjerte som muligt.” 
En række af hans tilhængere videreførte hans tanker og arbejdede på at virkeliggøre dem. Christian Flor åbnede Rødding Højskole i Sønderjylland – verdens første folkehøjskole - i 1844. Kresten Kold åbnede Ryslinge Højskole på Fyn i 1851.
Ud over højskolen fik Grundtvigs tanker om folkeoplysning også stor indflydelse på almueskolen, der senere blev til folkeskolen.

## Grundtvig som politiker
Grundtvig var flere gange valgt til Rigsdagen. Først blev han i efteråret 1848 med en måneds forsinkelse deltager i Den Grundlovgivende Rigsforsamling. Grundtvig havde først forsøgt at blive valgt i Københavns 11. valgkreds, hvor han imidlertid led nederlag til kaptajnløjtnant Nicolai Elias Tuxen der fik 369 stemmer. Grundtvig havde fået 313 og en tredje kandidat baron Dirckinck-Holmfeldt 28 stemmer. Grundtvig forsøgte forgæves at klage over valgets gyldighed.
I 1848-1851 udgav han tidsskriftet Danskeren, som omhandlede politiske forhold og især om konflikten i Slesvig-Holsten der førte til Treårskrigen.
Da væver Hans Hansen efter kraftig kritik havde nedlagt sit mandat fra Præstøkredsen, valgtes Grundtvig ved omvalg i denne kreds. Grundtvig var meget aktiv deltager i
Den Grundlovgivende Rigsforsamling, men han stemte ikke ved den endelige afstemning om Grundloven.
Ved det første valg til Folketinget i december 1849 blev Grundtvig valgt i Præstø. I 1853 skiftede han til Sorøkredsen, men vendte tilbage til præstøkredsen ved valget i 1854. I 1855 blev han valgt i Kertemindekredsen, som han repræsenterede indtil 1858. Først otte år senere vendte han tilbage på tinge, denne gang som medlem af Landstinget, valgt i Horsens (10. kreds) ved det første landstingsvalg 23. juni 1866 i anledning af grundlovsændringen. Grundtvig var modstander af "den gennemsete Grundlov", da han frygtede, den ville splitte befolkningen politisk (hvilket udviklingen senere skulle give ham ret i). Den 12. juli 1866 holdt han en tale i Landstinget mod den nye grundlov, men blev mødt med hån fra De Nationalliberale.

## Grundtvigs indflydelse
Som med andre centrale kulturelle skikkelser kan Grundtvigs indflydelse være vanskelig at spore med præcision. Teologisk skabte han grundtvigianismen - "den glade kristendom" - og efterlod 1500 salmer, hvoraf 284 fylder en tredjedel af Den Danske Salmebog. Politisk er Grundtvig stamfader til nutidens folkestyre, fordi hans ideal var, at magten gives af "folkestemmen". Skolemæssigt er han åndelig fader til højskolen og med enorm dannelsesmæssig indflydelse på al dansk undervisning fra hans tid og helt frem til nutiden.

### Kirkemusik og kirkesang
Grundtvig var kendt for – og selv bevidst om – sin manglende musikalitet, og mange af hans salmetekster er skrevet uden et oplagt musikalsk forbillede. Blandt andet derfor udløser hans forfatterskab en meget stor aktivitet blandt danske komponister for at sikre passende og brugbare melodier til Grundtvigs salmer. Blandt de komponister, som har skrevet musik til Grundtvigs er C.E.F. Weyse, Christian Barnekow, Henrik Rung, Thomas Laub og Carl Nielsen.

### Billedkunst
Ud over de forskellige portrætter af Grundtvig er der sket en påvirkning af forskellige billedkunstnere. Markante er f.eks. Niels Larsen Stevns og Joakim Skovgaard, hvis kæmpebillede Kristus i de Dødes Rige er direkte inspireret af Grundtvigs "I kveld blev der banket på helvedes port".

## Forskning
Der findes en omfattende forskning i Grundtvigs liv, værk og indflydelse. Forskningen var for så vidt allerede i gang i Grundtvigs egen levetid, og den voksede frem både fra tilhængeres skrifter om ham og fra samtidige skrifter af hans forskellige modstandere. En mere organiseret forskning udviklede sig efter anden verdenskrig i tilknytning til Grundtvig-Selskabet og tidsskriftet Grundtvig-Studier. Fra 2009 og frem har Grundtvigforskningen fået en hovedvægt omkring Center for Grundtvigforskning, hvis hovedopgave er udgivelsen af Grundtvigs Værker (se herunder). De centrale emner i Grundtvigforskningen følger i vidt omfang de centrale emner i Grundtvigs forfatterskab og hans indflydelse. De væsentligste discipliner, der arbejder med Grundtvigforskning er teologi, uddannelsesforskning, litteraturvidenskab, historieskrivning og politisk tænkning og virkningshistorie. Der er endvidere udfoldede behandlinger af Grundtvig i de fleste danske litteraturhistoriske fremstillinger.
- Mindesten på Skamlingsbanken.

### Værker af Grundtvig
Listen omfatter alene værker af Grundtvig omtalt i artiklen. Øvrige værker kan søges via fagbibliografien (se nedenfor) eller på Grundtvigs Værker. Grundtvigværkerne gengives i kronologisk rækkefølge.
- Lidet om Sangene i Edda. I Minerva september. 1806.
- Om Asalæren. I Ny Minerva maj. 1807.
- Maskeradeballet i Dannemark. København: Andreas Seidelins Forlag. 1808.
- Nordens Mytologi eller Udsigt over Eddalæren for dannede Mænd der ei selv ere Mytologer. København: J.H. Schubothes Forlag. 1808.
- Indbydelse til Gamle Nordens Venner. København: Andreas Seidelin. 1808.
- Optrin af Kæmpelivets Undergang i Nord. København: Hofboghandler Schubothes Forlag. 1809.
- Hvi er Herrens Ord forsvundet af hans Hus? København: Dahlén. 1810.
- Idunna. København: G. Bonniers Forlag. 1810.
- Nytaarsnat eller Blik paa Kristendom og Historie. København: Andreas Seidelin. 1810.
- De hellige tre Konger (En Barnesang). I Sandsigeren 12. 1811.
- Optrin af Norners og Asers Kamp. København: Hofboghandler Schubothes Forlag. 1811.
- Saga. Nytaarsgave for 1812. København: Andreas Seidelins Forlag. 1811.
- Kort Begreb af Verdens Krønike i Sammenhæng. København: Andreas Seidelins Forlag. 1812.
- Kort Begreb af Verdens Krønike, betragtet i Sammenhæng. København: Andreas Seidelin. 1814.
- Roskilde-Riim. København: Andreas Seidelin. 1814.
- Roskilde Saga. København: Andreas Seidelin. 1814.
- Et Par Ord om det nys udkomne angelsaxiske Digt. I Nyeste Skilderie af Kjøbenhavn 60-66. 1815.
- Nok et Par Ord om Bjovulfs Drape. In Nyeste Skilderie af Kjøbenhavn 70-72. 1815.
- Kvædlinger eller Smaakvad. København: Andreas Seidelin. 1815.
- Heimdall. Dansk Nyaars-Gave for 1816. København: Andreas Seidelins Forlag. 1815.
- Udsigt over Verdens-Krøniken fornemmelig i det Lutherske Tidsrum. København: Andreas Seidelin. 1817.
- Norges Konge-Krønike 1-3. København: Krønikens Danske og Norske Venner. 1818-1823. (På titelbladet: 1822)
- Nyaars-Morgen. København: Jens Hostrup Schultz. 1824.
- De Levendes Land (1824). I N.F.S. Grundtvig: Grundtvigs Sang-Værk 3. Udgivet af Magnus Stevns (m.fl .). København: Det danske Forlag. 1948.
- Kirkens Gienmæle. København: Den Wahlske Boghandlings Forlag. 1825.
- Kong Harald og Ansgar. København: Den Wahlske Boghandlings Forlag. 1826.
- †Jens Baggesen. I Nyt Aftenblad 41. 1826.
- Nordens Mythologi eller Sindbilled-Sprog. København: J.H. Schubothes Boghandling. 1832.
- Haandbog i Verdens-Historien 1-3. København: Den Wahlske Boghandlings Forlag og I.H. Schubothes Boghandling. 1833-56.

### Senere udgaver
Grundtvigs ualmindeligt omfattende forfatterskab er aldrig blevet udgivet i sin helhed. Center for Grundtvigforskning ved Aarhus Universitet er undervejs med en digital tekstkritisk nyudgave under titlen Grundtvigs Værker. Udgaven omfatter den del af Grundtvigs forfatterskab, som han selv lod bringe i trykken, samt en række betydelige utrykte skrifter. Grundtvigs Værker er lidt over halvvejs med udgivelsen, og den er indlysende den bedste større udgave af Grundtvigtekster, der er til rådighed.
Blandt de trykte udgaver er Holger Begtrups Udvalgte Skrifter den bedste, men mere end hundrede år gammel. Svend Grundtvigs udgave af faderens Poetiske Skrifter er ikke pålidelig, og det fortløbende projekt med at udgive Grundtvigs prædikener er langt fra afsluttet. Kun Grundtvigs salmedigtning er nogenlunde tilfredsstillende udgivet, omend kommentarapparatet er mangelfuldt. De vigtigste udgaver er:
- Grundtvigs Værker. Udgivet af Center for Grundtvigforskning, Aarhus Universitet. 2010-.

- Grundtvigs Sang-Værk 1-6. Udgivet af Magnus Stevns (m.fl.). København: Det danske Forlag. 1948-1964.
- Poetiske Skrifter 1-9. Udgivet af Svend Grundtvig (m.fl.). København: Karl Schönberg og Hyldendal. 1880-1930.
- Udvalgte Skrifter 1-10. Udgivet af Holger Begtrup. København: Gyldendal. 1904-1909.
- Værker i Udvalg 1-10. Udgivet af Hal Koch og Georg Christensen. København: Gyldendal. 1940-1946.

### Breve
- Grundtvigs Englandsbreve til hans Hustru 1829-1831 (1920). Udgivne af deres Børnebørn. København: Aage Mareus.
- Breve til og fra N.F.S. Grundtvig 1-2 (1924-1926). Udgivet af Georg Christensen og Stener Grundtvig. København: Gyldendal.

### Dagbøger
N.F.S. Grundtvig: Dag og Udtogsbøger. Udgivet af Gustav Albeck. København: Det Danske Sprog- og Litteraturselskab/C.A. Reitzel. 1979.

### Oversættelser

#### Engelsk
- N.F.S. Grundtvig - A Life Recalled. An Anthology of Biographical Source-Texts. Redigeret og oversat af S.A.J. Bradley. Aarhus: Aarhus Universitetsforlag. 2008.
- The School for Life. N.F.S. Grundtvig on Education for the People. Oversat af Edward Broadbridge. Aarhus: Aarhus Universitetsforlag. 2011.
- Living Wellsprings. The Hymns, songs and Poems of N.F.S. Grundtvig. Oversat af Edward Broadbridge. Aarhus: Aarhus Universitetsforlag. 2015.
- Human Comes First. The Christian Theology of N.F.S. Grundtvig. Oversat af Edward Broadbridge. Aarhus: Aarhus Universitetsforlag. 2018.
- The Common Good. N.F.S. Grundtvig as Politician and Contemporary Historian. Oversat af Edward Broadbridge. Aarhus: Aarhus Universitetsforlag. 2019.

#### Tysk
- Grundtvig’s Uebersicht der Welt-Chronik vornämlich des Lutherischen Zeitraumes. Aus dem Dänischen, nach der Ausgabe von 1817, übertragen von Dr. Volkmann. Durchgesehen und mit einigen Anmerkungen begleitet von A. G. Rudelbach. J. Ph. Raw’schen Buchhandlung. Nürnberg 1837.
- Vom wahren Christenthum. Als Gegengift gegen Dr. Karl Gottl. Bretschneiders „religiöse Glaubenslehre nach der Vernunft und der Offenbarung für denkende Leser“. Aus dem Dän. übers. von Emil Francke. Gebauer, Leipzig 1844.
- Bugge, K.E., Lundgreen-Nielsen, F., Jørgensen, T. (udg. 2010.): N.F.S. Grundtvig: Schriften in Auswahl. Vandenhoeck & Ruprecht, Göttingen.

## Skønlitterære afbildninger af Grundtvig
- Kaj Munk: Egeløkke (Skuespil). 1939.
- Ebbe Kløvedal Reich: Frederik. En folkebog om N. F. S. Grundtvigs tid og liv. 1972.

## Portrætter af Grundtvig
Grundtvig er ikke overraskende en af de mest portrætterede personer, både i sin levetid og posthumt. Det følgende er en kronologisk liste over portrætter, statuer mm. af Grundtvig.
- Maleri af C.F. Christensen 1820 (Frederiksborgmuseet), stukket 1820 af J.C.E. Walter.
- Tegning af C.W. Eckersberg (forsvundet?), stukket af Erling Eckersberg 1830.
- Satirisk radering, Tidsaanden, af Morten Thrane Brünnich 1831.
- Maleri af C.A. Jensen 1831 (Ny Carlsberg Glyptotek), udgivet i litografi i 1840'erne hos Em. Bærentzen & Co., formentlig af Andreas Martin Petersen, i træsnit 1870 efter Henrik Olriks tegning, i kobberstik af Johannes Britze 1924 og i sortkunst af Peter Ilsted 1929.
- Satirisk tegning, siddende på Sleipner, af Constantin Hansen (Frederiksborgmuseet).
- Tegning af J.J. Becker ca. 1839, litograferet af Carl L. Pløtz.
- Silhouetter, klippede på Frederiksborgmuseet, malede (ca. 1841) i privateje.
- Maleri, tillagt Johan Peder Bless, i privateje.
- Maleri af C.A. Jensen 1843 (Den Hirschsprungske Samling).
- Tegning af J.V. Gertner 1844 (Grundtvigs Hus), udstillet 1854, litograferet af Lars Andreas Kornerup 1854.
- Portrætteret 1847-48 på Jørgen Sonnes frise af Thorvaldsens hjemkomst 1838 på Thorvaldsens Museum.
- Tegning (privateje) og maleri (Frederiksborgmuseet) af P.C. Skovgaard 1847, udsendt som træsnit 1883, bl.a. af André Bork, H.P. Hansen og efter tegning af Erik Henningsen af Frederik Hendriksen.
- Maleri af Constantin Hansen 1847, freskobillede samme år (familieeje), en gentagelse (?) i Folketinget, en kopi af Adolph Larsen (sammesteds), anvendt af kunstneren på hans billede af Den grundlovgivende Rigsforsamling (1860-64, Frederiksborgmuseet), og af Erik Henningsen på billedet: Det nordiske Naturforskermøde 1847 (1896, Københavns Universitet, Frederiksborgmuseet). Originalbilledet er udgivet i træsnit af J.F. Rosenstand 1868.
- Modelleret af H.W. Bissen 1847 (originaleksemplaret i marmor i Studenterforeningen, et marmoreksemplar af Vilhelm Bissen (Frederiksborgmuseet), tegning dertil af H.W. Bissen (?) (Frederiksborgmuseet), træsnit derefter af Frederik Hendriksen 1883 efter Erik Henningsens tegning.
- Træskåren silhouet i Corsaren 1853 (af Claudius Rosenhoff?).
- Glosimodts elfenbensbuste, udstillet 1856 (formentlig en kopi efter Bissen).
- Træsnit efter fotografi 1858 og efter Henrik Olriks tegning derefter 1860.
- Litografi (Vorten paa Hagen) 1861 af L.A. Kornerup efter fotografi og egen tegning.
- Medalje 1861 af Harald Conradsen ved Grundtvigs 50 års præstejubilæum, grundlag for Carl Møllers plakette og for et kemitypi af Magnus Petersen.
- Maleri af Wilhelm Marstrand 1862 (Københavns Rådhus), litograferet 1863 af Edvard Fortling.
- Maleri af Constantin Hansen 1862 (privateje, testamenteret Frederiksborgmuseet).
- 1864 udstillede Hans Christian Ley en kultegning af Grundtvig og udgav senere et farvelitografi af hans hoved efter Marstrand.
- Litografi (i bispekåben) efter fotografi.
- Visitkortfotografi 1867 af Georg Rosenkilde
- Afbildet på Christen Dalsgaards billede Grundtvig siddende omgivet af sine tre Sønner under Salmesangen i Vartov Kirke 1868; de to ældste børn er senere overmalede.
- Statuette af Otto Evens, udstillet 1871, træsnit derefter, tegnet af Henrik Olrik samme år.
- Træsnit af Grundtvig i hans stue på Store Tuborg. Efter Grundtvigs død fremkom en del træsnit på grundlag af Adolph Lønborgs fotografier, taget en halv snes dage tidligere, bl.a. C.L. Sandbergs profilbillede, litografi 1873 hos Aamodt; 1877 træsnit hos F. Hendriksen (ætsning på litograferet grund efter Peter Tom-Petersens tegning 1883; litografi af I.W. Tegner); Harald Jensens litografi 1906.
- 1879 udstillede Edvard Harald Bentzen en marmorbuste, vel efter Bissens model.
- Ved Udby Kirke rejstes 1883 en bautasten, dekoreret efter Magnus Petersens tegning.
- 1884 satte svenske og norske højskolelærere en mindesten for Grundtvig på Skamlingsbanken.
- 1894 opstilledes Vilhelm Bissens statue ved Marmorkirken; lermodel på Glyptoteket.
- 1901 malede Carl Thomsen billedet: Grundtvig paa Knæfaldet i Udby Kirke.
- Posthumt maleri af Joakim Skovgaard (Vallekilde Højskole).
- 1913 afsløredes en buste i forskelligfarvet keramik af Carl Schrøder efter Niels Skovgaards tegning (Grundtvigs Hus); samme år udstilledes Niels Skovgaards forslag til et monument af Grundtvig knælende og visende til kilden; delvis efter det rejstes 1932 et monument i Vartovs gård.
- 1912 og 1914 fremkom monumentforslag af Rasmus Bøgebjerg og H.P. og Johanne Pedersen-Dan.